# Auswaschung
Als Auswaschung bezeichnet man in der Bodenkunde einen bodenbildenden Prozess, bei dem Stoffe im Boden in Lösung gehen und diese Lösung durch versickerndes Wasser abgeführt wird.
Salze werden durch Hydratation gelöst, die meisten anderen Minerale – insbesondere Carbonate und wesentlich schwerer lösliche Silikate – durch Hydrolyse. Die meisten Minerale sind in reinem Wasser kaum löslich. Allerdings sind meist geringe Mengen an Kohlensäure und Huminsäure im Wasser gelöst, wodurch die Lösung vieler Minerale erleichtert wird. Bodenversauerung verstärkt dementsprechend die Auswaschung. Durch die unterschiedliche Löslichkeit tritt eine zeitliche Differenzierung bei der Bodenbildung auf, so dass sich an einer Stelle nacheinander verschiedene Bodentypen entwickeln können.
Die Auswaschung führt im Bodenprofil zu einer horizontalen Differenzierung und trägt somit zur Ausbildung von Bodenhorizonten bei. Einer der schnellsten bodenbildenden Prozesse ist die Entkalkung, d. h. die Auswaschung von im Boden vorhandenem feinverteiltem Kalk. Stoffe, die im Oberboden ausgewaschen werden, können im Unterboden wieder ausgefällt werden. Dies ist insbesondere bei der Podsolierung der Fall, bei der auf diese Weise Huminstoffe sowie Eisen- und Manganoxide verlagert werden.
Werden die gelösten Stoffe nicht wieder ausgefällt, sondern mit dem Grundwasser abgeführt, so trägt die Auswaschung zur chemischen Verwitterung bei. Dies darf nicht mit der mechanischen Wirkung des fließenden Wassers verwechselt werden. Daher wird die zur Bildung von Karst führende Kalksteinverwitterung, die aus den Schritten Kohlensäureverwitterung und Lösungsabfuhr besteht, bisweilen verkürzend als Auswaschung bezeichnet.